# Omnicom Group
Omnicom Group è una multinazionale fondata nel 1986, leader mondiale in pubblicità, marketing, e comunicazione corporate e riconosciuta come il terzo gruppo pubblicitario a livello mondiale. Tra le sue agenzie internazionali più importanti vi sono BBDO, DDB e TBWA.

## Storia
L'Omnicom nasce nell'aprile del 1986 su iniziativa della BBDO, fondata nel 1928 a New York. Alla metà degli anni ottanta la BBDO era già un'agenzia pubblicitaria con filiali presenti in tutto il mondo, tuttavia la creazione di un gruppo fu vista, nell'immediato, come soluzione per rafforzarsi in tutti quei luoghi in cui era ancora debole oppure assente. E, nel medio e lungo termine, come piano per adeguarsi ad un mercato che andava sempre di più globalizzandosi, ovvero seguire lo sviluppo dei propri clienti a livello internazionale.
Figura chiave nella creazione di quello che sarà il primo grande "colosso" del mondo della pubblicità (a questo ne seguiranno altri, come ad esempio WPP, Interpublic e Publicis Groupe), fu Allen Rosenshine, già copywriter della BBDO fin dal 1965, e che nel 1985 ne assunse la guida.
Tra le modifiche strutturali apportate da Rosenshine al momento del suo insediamento a capo dell'agenzia vi fu, appunto, il progetto di acquisizione di due importanti network: 
da un lato quello della Needham Harper, agenzia pubblicitaria nata nel 1925 a Chicago, che sebbene fosse molto forte nel mercato del Midwest aveva sempre trovato difficoltà ad espandersi oltre quei confini;
dall'altro quello della DDB, agenzia pubblicitaria nata nel 1948 a New York, che dopo la morte del proprio fondatore Bill Bernbach avvenuta nel 1982 si trovava in forte crisi.
Tale progetto si risolse, di fatto, nella creazione di un vero e proprio gruppo di società relativamente autonome, o più precisamente: la BBDO rimase un'agenzia a sé stante, mentre la DDB e la Needham Harper furono fuse per creare la DDB Needham (manterranno questo nome fino al 2000, anno in cui prenderanno quello di DDB Worldwide). In verità trattative tra la DDB e la Needham vi erano già state fin dal 1978, ossia ben prima che subentrasse la BBDO, ma si erano sempre concluse senza raggiungere alcun accordo.
Il cosiddetto "Big Bang", che sancì la nascita del gruppo Omnicom, non fu accolto con entusiasmo da tutti i clienti delle rispettive agenzie. Come prevedibile, molte aziende in concorrenza tra loro si ritrovarono a dover condividere la medesima direzione generale, e alcune di esse non furono disposte a questo passo, di fatto recidendo o non rinnovando i propri contratti. Tra gli esempi più clamorosi è possibile annoverare quello della Honda, cliente Needham, che si trovò in conflitto con Volkswagen, cliente DDB, e Chrysler-Dodge, cliente BBDO. Altre importanti aziende che abbandonarono il gruppo furono la RJR-Nabisco, l'IBM e la Procter & Gamble. È pur vero che ci furono anche conquiste di rilievo, come i contratti firmati con la Marina militare statunitense (US Navy) e con la NEC Home Electronics, o il rinnovo di fiducia da parte della Pepsi, ma a conti fatti il bilancio fu nettamente in negativo. La rivista Campaign, in un articolo uscito il 26 settembre 1986 col titolo "What cost the mega-mergers?", stimò che le perdite ammontarono a circa 250 milioni di dollari.
La situazione non migliorò fino a quando Rosenshine non ritenne opportuno farsi da parte e affidare la direzione dell'Omnicom a qualcun altro. Fu allora richiamato uno dei manager storici della BBDO, Bruce Crawford, che era stato dapprima responsabile degli affari esteri dell'agenzia e poi presidente dal 1976 al 1985. Appena dopo la propria fuoriuscita dalla BBDO, che aveva visto tra l'altro succedergli alla presidenza lo stesso Rosenshine, Crawford era divenuto manager generale della Metropolitan Opera Company.
Tale avvicendamento alla direzione dell'Omnicom, compiutosi nel 1989, si rivelò opportuno e segnò effettivamente una svolta positiva nel corso del gruppo.
Rosenshine tornò ad occuparsi della BBDO, e in un'intervista rilasciata a Adweek nel 2006 dichiarerà: «Dirigere Omnicom non era la cosa giusta per me. La mia esperienza non risiedeva nel gestire un'azienda quotata, nell'aver a che fare con gli altri analisti, nel promuovere le azioni in tutto questo genere di cose».
Sull'altro versante l'opera di Crawford consistette principalmente nel riorganizzare i quadri dirigenziali, attraverso tagli dei posti di lavoro, e nello sfoltire la mole di affari del gruppo. In altre parole nel semplificare e rendere più agile la struttura del colosso Omnicom. Concentrò inoltre la propria attenzione sul vecchio continente, in particolare sul mercato britannico.
Nel corso della prima metà degli anni novanta l'Omnicom vide crescere il proprio fatturato nonostante la recessione economica, con numerosi premi e riconoscimenti ottenuti dalle principali agenzie del gruppo.
Nel marzo del 1993 l'Omnicom acquisì un'altra importante agenzia pubblicitaria, che di fatto diventò la terza colonna "autonoma" del gruppo: la TBWA, fondata nel 1970 a Parigi. Seguì nel 1995 l'acquisto di un'altra agenzia ancora, la Chiat/Day di Lee Clow, fondata nel 1968 a Los Angeles. Quest'ultima fu accorpata alla TBWA, ma non senza problemi. La filiale di Londra della Chiat/Day rifiutò in maniera categorica la fusione, mettendo in atto un vero e proprio ammutinamento: il direttore Andy Law ebbe a dichiarare in un'intervista rilasciata a Fast Company nel dicembre del 1996: «Sapevo che saremmo finiti tutti quanti nello scantinato della TBWA». Tale rivolta ebbe come esito una scissione: tutti gli impiegati della Chiat/Day London abbandonarono l'agenzia in blocco, e l'Omnicom fu costretta a vendere l'ufficio allo stesso Law, che lo rifondò come cooperativa dandogli il nome di St. Lukes (in onore al santo patrono degli artisti). La St. Lukes divenne una delle agenzie più rinomate della seconda metà degli anni novanta, nonché una delle principali dissidenti nei confronti di quella tendenza che vedeva il mondo della pubblicità conglomerarsi in pochi enormi poli.
Nel 1997 l'Omnicom fu citato dalla rivista Fortune come "Il più rispettato gruppo della réclame", mentre il Wall Street Journal lo classificò alla prima posizione nell'industria pubblicitaria per quanto concerne i profitti totali per gli azionisti.
Sempre nel 1997 Crawford lasciò la guida della multinazionale a John D. Wren.
Nel 1998 l'Omnicom acquisì l'anglo-francese GGT BDDP, e anche questa venne fusa con la TBWA, stavolta in maniera meno traumatica.
Nel corso degli anni 2000 l'Omnicom si è consolidato come uno dei primi quattro gruppi relativi all'industria della pubblicità, con un totale di oltre 63.000 impiegati sparsi in circa 100 paesi del mondo, e con un portafoglio che annovera quasi 5.000 clienti (2009).

## Struttura del gruppo
La presente lista, aggiornata al 2008 e basata su fonti Advertising Age, ha un mero scopo didattico, ed è volta ad illustrare la complessità della struttura della multinazionale. Per informazioni più dettagliate e puntuali si invitano i lettori a consultare fonti primarie.

### Network globali
Agenzie con filiali presenti in tutto il mondo:

#### BBDO Worldwide
- BBDO Worldwide – agenzia pubblicitaria principale del network (presente con oltre 280 uffici in circa 80 paesi)
- Atmosphere – agenzia digitale e new media
- Barefoot – agenzia digitale e new media
- Organic – agenzia digitale e new media
- Proximity Worldwide – agenzia dati, direct marketing, digitale e new media

#### DDB Worldwide Communications Group
- DDB Worldwide – agenzia pubblicitaria principale del network (presente con oltre 200 uffici in circa 90 paesi)
- Alma DDB – agenzia pubblicitaria (proprietà Omnicom: solo 74%)
- Interbrand – branding consultancy
- RAPP – agenzia di servizio marketing
  - Kern Organization – agenzia di servizio marketing (parte della RAPP)
- Rodgers Townsend – agenzia pubblicitaria
- Roberts & Langer – agenzia pubblicitaria
- Spike DDB – agenzia pubblicitaria (proprietà Omnicom: solo 49%)
- TracyLocke – agenzia promozioni
- Tribal DDB – agenzia digitale e new media

#### TBWA Worldwide
- TBWA\Worldwide – agenzia pubblicitaria principale del network (presente con oltre 260 uffici in circa 80 paesi)
- Agency.com – agenzia digitale e new media
- Integer Group – agenzia promozioni
- TBWA\WorldHealth – agenzia ambito sanitario
- Tequila – agenzia di servizio marketing
- Zimmerman Partners – agenzia pubblicitaria

### Altre Agenzie
Agenzie con base prevalentemente negli Stati Uniti d'America:
- 180 Amsterdam/180 LA – agenzia pubblicitaria
- Alcone Marketing Group – agenzia promozioni
- Arnell – agenzia pubblicitaria e branding consultancy
- Beanstalk Group – branding consultancy
- Bernard Hodes Group – agenzia di reclutamento
- C2 Creative – (parte del Radiate Group)
- Cline Davis & Mann – agenzia ambito sanitario
- Corbett Accel Healthcare Group – agenzia ambito sanitario
- Critical Mass – agenzia digitale e new media (proprietà Omnicom: solo 54%)
- Cutwater – agenzia pubblicitaria
- Dieste – agenzia pubblicitaria
- Direct Partners – agenzia di direct marketing
- Doremus – agenzia di business-to-business
- Downtown Partners Chicago – agenzia pubblicitaria
- Element 79 Partners – agenzia pubblicitaria
- Footsteps – agenzia pubblicitaria (proprietà Omnicom: solo 49%)
- GMMB – agenzia ambito propaganda politica
- GMR Marketing – agenzia di servizio marketing (parte del Radiate Group, agenzia principale)
- Goodby, Silverstein & Partners – agenzia pubblicitaria
- Grizzard Communications Group – agenzia di direct marketing
- GSD&M – agenzia pubblicitaria
- Harrison & Star – agenzia ambito sanitario
- Javelin Direct – agenzia di direct marketing
- LatinWorks – agenzia pubblicitaria (proprietà Omnicom: solo 49%)
- Marketing Arm – agenzia di servizio marketing
- Martin|Williams – agenzia pubblicitaria
- Merkley Newman Harty|Partners – agenzia pubblicitaria
- Red Urban – agenzia digitale e new media
- Russ Reid Co. – agenzia di direct marketing
- Serino Coyne – agenzia pubblicitaria
- Siegel & Gale – branding consultancy
- Targetbase – agenzia di servizio marketing
- Unit 7 – agenzia di direct marketing

### Agenzie Mass Media

#### Omnicom Media Group
- Ketchum Directory Advertising – agenzia elenco nominativi
- Novus Print Media Network – agenzia ambito media
- OMD Worldwide – agenzia ambito media
- PHD Network – agenzia ambito media
- Resolution Media – agenzia di search marketing

## Interbrand
Interbrand, ex Novamark, è una società di consulenza specializzata nella valutazione e gestione dei marchi commerciali, fondata da John Murphy nel'74 e acquisita dal gruppo Ominicom nel '93. Essa possiede 24 sedi in 17 paesi.

Fu una delle prime società private ad ottenere la certificazione ISO 10668.
È nota soprattutto per la pubblicazione annuale della Best Global Brands, una classifica dei primi 100 marchi aventi il più alto valore di mercato al mondo.

Il perimetro dell'analisi è limitato ai marchi la cui rete distributiva sia presente nei tre maggiori continenti e che abbiano anche un significativo grado di copertura geografica dei mercati emergenti e in crescita. Quindi, è richiesto che una quota del fatturato pari ad almeno il 30% provenga da paesi esteri e che non più del 50% del fatturato sia generato in un singolo continente.
Fino al 2009 la Best Global Brands era pubblicata da Business Week, mentre dal 2010 la titolarità dei diritti fu trasferita integralmente a Interbrand.